# 10,5 cm Kanon m/34
A 10,5 cm Kanon m/34 egy svéd gyártmányú tábori löveg volt, melyet a Bofors gyártott a második világháború alatt.

## Történet
A löveget a Bofors cég tervezte és gyártotta. A fő üzemeltető a svéd hadsereg volt, melyet 60 darab löveggel láttak el. Az első négy löveget a svéd hadsereg eredetileg partvédelmi tüzérségnek szánta, de 1942-ben a tábori tüzérséghez osztották a fegyvereket. A löveghez a Bofors által gyártott 15 cm-es tarack lövegtalpaihoz hasonlókat használtak. A lövegek hosszú időn keresztül szolgáltak a svéd hadseregben - egészen az 1980-as évekig hadrendben voltak. A korábbi 1927-es típust kis számban exportálták Hollandiának, ahol 36 darabot rendeltek a lövegből. A második világháború alatt az 1934-es típust licenc alatt Svájcban is gyártották. A németek az 1927-es típusból zsákmányoltak a hollandoktól, melyeket aztán 10,5 cm Kanone 335(h) jelöléssel rendszeresítettek.

## Leírás
Felépítését tekintve a löveg modernnek számított. Lövegtalpai szétterpeszthetőek, acélkerekeit tömör gumiabronccsal is ellátták, a hátrasiklórendszer pedig a lövegcső alatt kapott helyet. Szokatlan jellemzője a lövegpajzsa volt, melynek szabálytalan alakja az álcázást hivatott elősegíteni. A závárzatot vízszintesen mozgó csúszó lövegzár zárja (a Hollandiának juttatott lövegeket viszont csavarzávárzattal látták el). A löveghez repesz-romboló és füstgránátokat is használtak. A maximális tűzgyorsaság nagyjából 5 lövés/perc volt.

## A finn hadseregben
Finnország 12 darabot vásárolt az 1934-es típusú lövegekből a téli háború folyamán, viszont mindössze négy darab érkezett meg időben. A négy löveg 1939 decemberében került a csapatokhoz, melyeket az 1. önálló gépesített nehéz tüzérüteghez osztottak. Az üteg rosszul indított a háborúban - a lövegek egymás után rongálódtak meg, de mivel nem rendelkeztek cserecsövekkel, az egész egység bevethetetlenné vált. A későbbi vizsgálatok során kiderült, hogy nem megfelelő típusú puskaport alkalmaztak hajtóanyagnak és ez okozta a meghibásodásokat, de a későbbi üzemeltetési tapasztalatok arra is rávilágítottak, hogy a lövegekhez használt lövegcsövek élettartama is rövid. Ezután a lövegcsöveket minden 2000. lövés után cserélték. Ezen problémáktól eltekintve a finn katonák körében kedvelt típus volt az m/34-es. A folytatólagos háború kitörésére már mind a 12 löveg megérkezett Finnországba, melyeket a 3. nehéz tüzérzászlóaljhoz osztottak, később pedig az 5. nehéz tüzérzászlóalj vetett be nyolc darabot.

## Üzemeltetők
- Finnország – 105 K 34 jelöléssel 12 darabot használtak.
- Svájc – A licenc megvétele után 10,5 cm Kanone 1935 L42 jelöléssel 352 darab löveget gyártottak.
- Thaiföld – Négy darab löveget rendeltek, melyeket 1935-ben szállítottak le.